# Tabora

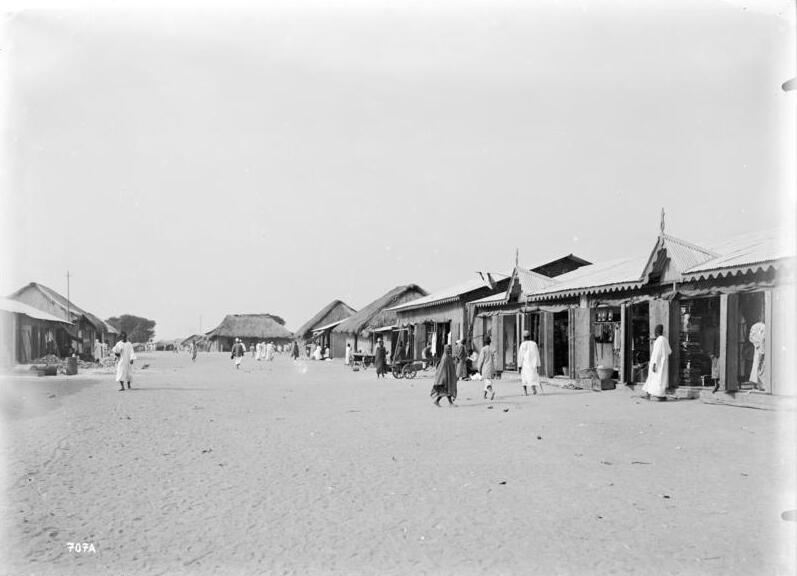
Gata i Tabora, 1906.

Tabora är en stad i västra Tanzania, och är den administrativa huvudorten för regionen Tabora. Den grundades av arabiska handelsmän på 1850-talet under namnet Kazeh, och staden blev senare känd som Weidmannsheil när den var en del av Tyska Östafrika. Tabora är en viktig knutpunkt för järnvägstrafiken, med anknytning norrut till Mwanza, västerut till Kigoma vid Tanganyikasjön och österut till bland annat Dodoma och Dar es-Salaam. 

## Stad och distrikt
Tabora är ett av regionens distrikt, Tabora stad (på engelska Tabora Urban), som är indelad i 21 mindre administrativa enheter, shehia. Distriktet har en beräknad folkmängd av 335 939 invånare 2009 på en yta av 1 529,40 km². Tabora är en av landets snabbast växande städer med en beräknad ökning på 8,02 % mellan åren 2008 och 2009.
Taboras sammanhängande, urbaniserade område består av tio hela shehia samt delar av ytterligare fyra. Området hade 127 887 invånare vid folkräkningen 2002.